# Football Club Union ClodiaSottomarina 1976-1977
Questa voce raccoglie le informazioni riguardanti il F.B.C. Union ClodiaSottomarina nelle competizioni ufficiali della stagione 1976-1977.

## Rosa
| N. |                   | Ruolo | Calciatore        |
| -- | ----------------- | ----- | ----------------- |
|    | Italia (bandiera) | D     | Franco Allievi    |
|    | Italia (bandiera) | D     | Mauro Anzola      |
|    | Italia (bandiera) | D     | Giorgio Battoia   |
|    | Italia (bandiera) | A     | Giorgio Berlucchi |
|    | Italia (bandiera) | D     | Fabrizio Boscolo  |
|    | Italia (bandiera) | C     | Italo Bonatti     |
|    | Italia (bandiera) | P     | Enrico Cavalieri  |
|    | Italia (bandiera) |       | Cigna             |
|    | Italia (bandiera) |       | Doria             |
|    | Italia (bandiera) | A     | Enzo Ferrari      |
|    | Italia (bandiera) | C     | Antonio Forlani   |
|    | Italia (bandiera) | D     | Ruggero Grion     |
|    | Italia (bandiera) | A     | Gianni Inferrera  |

| N. |                   | Ruolo | Calciatore            |
| -- | ----------------- | ----- | --------------------- |
|    | Italia (bandiera) | C     | Valentino Leonarduzzi |
|    | Italia (bandiera) |       | Levantacci            |
|    | Italia (bandiera) | C     | Vittorio Lovato       |
|    | Italia (bandiera) | C     | Erasmo Lucido         |
|    | Italia (bandiera) | P     | Antonio Pagani        |
|    | Italia (bandiera) | A     | Emilio Rossi          |
|    | Italia (bandiera) | D     | Spagna Massimo        |
|    | Italia (bandiera) |       | R. Tiozzo             |
|    | Italia (bandiera) |       | Veronese              |
|    | Italia (bandiera) | A     | Giuseppe Vianello     |
|    | Italia (bandiera) | A     | Antonio Visentin      |
|    | Italia (bandiera) | D     | Marco Visentin        |
|    | Italia (bandiera) | C     | Claudio Zitta         |